# Asobara cracentis
Asobara cracentis (лат.) — вид паразитических наездников рода Asobara из семейства Braconidae (Alysiinae, Hymenoptera).

## Распространение
Африка: Нигерия.

## Описание
Длина около 2 мм. От близких видов отличается пропорциями первого тергита (он в 1,9 раза длиннее своей апикальной ширины, клипеус в 2,3 раза шире своей высоты), первый членик жгутика в 3,2 раза длиннее ширины, второй сегмент в 8,3 раза длиннее ширины, видимая острая часть яйцеклада в 1,3 раза длиннее метасомы. Усики 25-члениковые у самок.  Основная окраска тела коричневая. Жвалы крупные, простые, с 3 зубцами. Верхний зубец жвал широкий; средний зубец широкий и короткий; нижний зубец широкий. Передняя тенториальная ямка находится вдали от края глаз. Предположительно паразитируют на представителях отряда двукрылые.

## Систематика
Вид Asobara cracentis был впервые описан в 2019 году  голландским гименоптерологом Корнелиусом ван Ахтенбергом (Cornelis van Achterberg, Department of Terrestrial Zoology, Naturalis Biodiversity Center, Лейден, Нидерланды) по материалам из Африки.